# اسمیلتن
اسمیلتن (به آلمانی: Smilten) شهرکی در لتونی با جمعیت ۵٬۸۸۰ نفر است که در smiltene municipality واقع شده‌است.